# Заболотье (Гусь-Хрустальный район)
Заболотье — деревня в Гусь-Хрустальном районе Владимирской области России, входит в состав Муниципального образования «Посёлок Уршельский».

## Название
Прежнее название — Гришки. Решениями № 1091 от 23.09.1965 и № 151 от 14.02.1966 переименована в Заболотье.

## География
Деревня расположена в 24 км на восток от центра поселения посёлка Уршельский и в 25 км на запад от Гусь-Хрустального.

## История
В конце XIX — начале XX века деревня входила в состав Ягодинской волости Судогодского уезда. В 1859 году в деревне числилось 33 дворов, в 1905 году — 48 дворов, в 1926 году — 75 дворов.
С 1929 года деревня являлась центром Гришковского сельсовета Гусь-Хрустального района, с 1940 года — в составе Деминского сельсовета, с 1954 года — в составе Нечаевского сельсовета, с 2005 года — в составе Муниципального образования «Посёлок Уршельский».
В 1965 и до 2005 года входила в Аббакумовский сельсовет.

## Население
| 1859 | 1905 | 1926 |
| ---- | ---- | ---- |
| 217  | 399  | 366  |

| 1859 | 1905 | 1926 | 2002 | 2010 | 2021 |
| ---- | ---- | ---- | ---- | ---- | ---- |
| 217  | ↗399 | ↘366 | ↘121 | ↗122 | ↘104 |

## Инфраструктура
Личное подсобное хозяйство с зоной сельскохозяйственного использования, индивидуальная застройка усадебного типа.
Школа находится в соседнем селе Аббакумово.

## Транспорт
К деревне подходит региональная автодорога 17Н-227.